# Bygmester Solness
Bygmester Solness är ett drama i tre akter av Henrik Ibsen, utgivet 1892. Stycket hade premiär på Lessing-Theater i Berlin den 19 januari 1893.

## Handling
Pjäsen inledde en ny vändning i Ibsens författarskap. Huvudpersonen är en gammal man som har nått höjdpunkten av sin karriär, men som upptäcker att han inte är nöjd. Han tycker att han egentligen inte har uppnått vad han ville, vare sig i konsten eller kärleken. Han fruktar och förtrycker dem som är yngre än han själv, men han längtar även desperat efter ungdom. Den unga och förföriskt uppnosiga Hilde Wangel (som också är med i Frun från havet) kommer in i hans liv och tvingar honom att se allt detta i ögonen.
Medan Ibsens moderna dramer tidigare hade haft enkla och tydliga sociala konflikter, äktenskapsdramer, ekonomiska kriser och så vidare, är Solness en person som konfronteras med mer abstrakta existentiella dilemman. Han säger att han har drömt om att bygga torn, men har byggt ett hus. Det symboliska och mystiska, som började dyka upp i Rosmersholm, präglar nu sättet Ibsen bygger upp intrigen på.
Många har undrat om Ibsen nu skrev om sig själv som en gammal man. Alla hans sista fyra pjäser handlar om väletablerade män som har misslyckats i sina egna eller andras ögon. I tre av dem dör dessa män innan stycket är över. Misslyckad kärlek, och ofta längtan efter ungdomen, är viktiga frågor.